# Mouros e cristãos de Alcoi

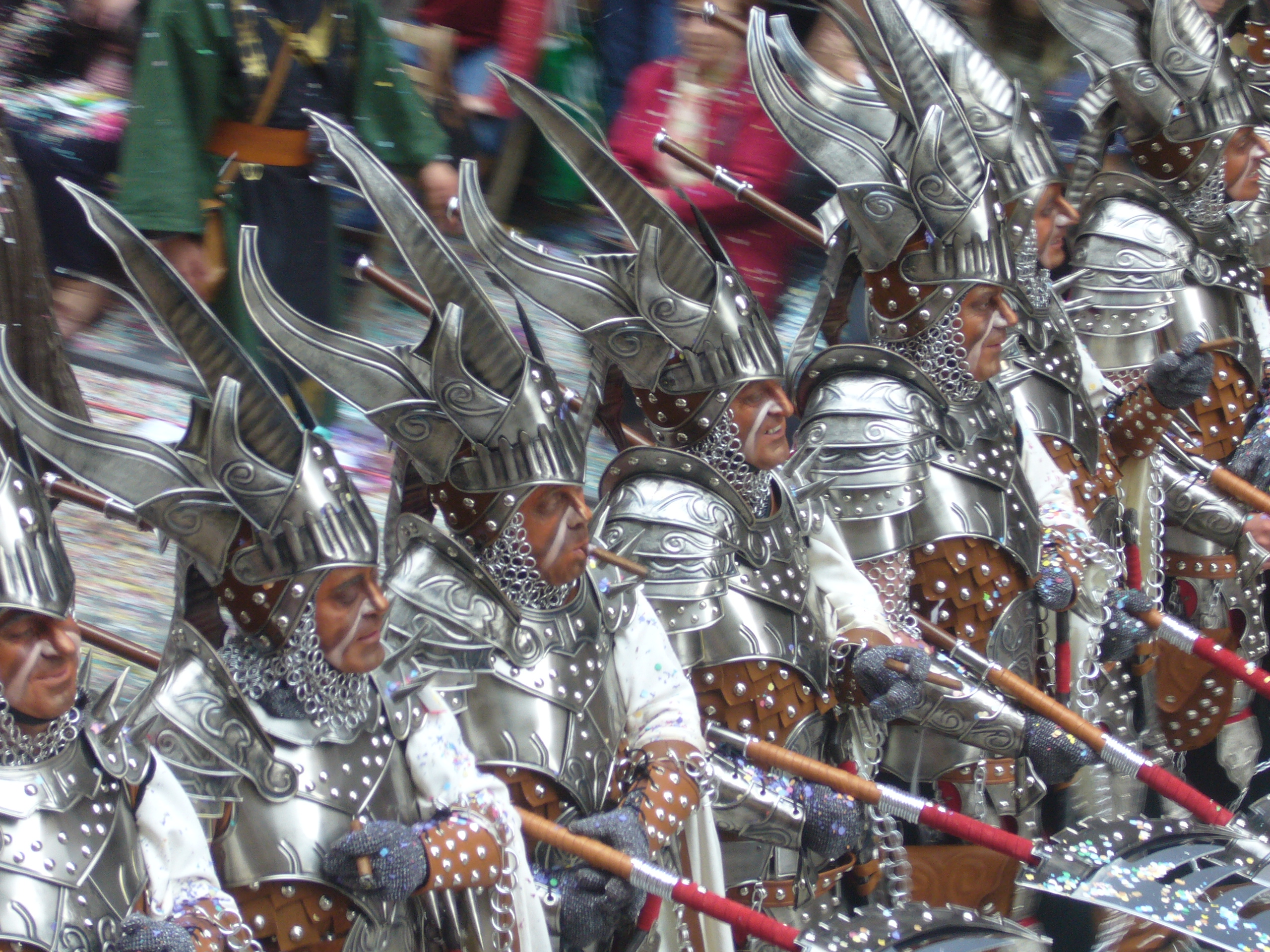
Mouros e cristãos de Alcoy

Mouros e cristãos de Alcoi (em espanhol Moros y cristianos de Alcoy ou em língua valenciana Moros i Cristians) é um festival que ocorre na Alcoi (Alicante), Comunidade Valenciana, em Espanha, de forma a celebrar a Reconquista de Alcoy em o século XIII.
As festas de Mouros e cristãos em honra para São Jorge é declarado de Interesse Internacional Turístico de 1980 e consideradas como a origem de todas as festas de mouros e cristãos, que são realizados na Comunidade Valenciana.
Comemoram os fatos históricos que aconteceu em 1276, relacionados com as revoltas dos muçulmanos que viviam na área e que deu origem ao patrocínio de São Jorge, que a tradição atribui seu discurso em defesa dos cristãos, com ocasião do ataque sofrido e cuja batalha matou o general Al-Azraq.